# (63389) Noshiro
(63389) Noshiro est un astéroïde de la ceinture principale.

## Description
(63389) Noshiro est un astéroïde de la ceinture principale. Il fut découvert le 12 mai 2001 au Bisei Spaceguard Center par le programme BATTeRS. Il présente une orbite caractérisée par un demi-grand axe de 2,77 UA, une excentricité de 0,15 et une inclinaison de 8,1° par rapport à l'écliptique.

## Compléments